# The Wannadies
The Wannadies é uma banda de indie rock da Suécia. Segundo a página Answers, a banda inclui Pär Wiksten (guitarra / vocais), Christina Bergmark (teclado / vocais), Stefan Schönfeldt (guitarra), Fredrik Schönfeldt (baixo) e Gunnar Karlsson (bateria). No ano de 1997, Karlsson é substituído por Erik Dahlgren. O crítico Graham Reid, em texto da página Elsewhere, comenta que The Wannadies eram "bem escolarizados na tradição do power pop" e que esses músicos suecos "estavam entre seus melhores praticantes".

## História
Formados em 1987, de acordo com a biografia na Answers, vindos da pequena cidade de Skellefteå, os Wannadies lançaram seu primeiro single nas rádios locais, "The Beast Cures the Love", em 1989. Após uma excelente performance no Hultsfreds Festival, o grupo assina um contrato com a gravadora Soap/MNW de Estocolmo. O primeiro álbum da banda, The Wannadies, sai em 1990 e contém o hit local "My Home Town". Os executivos da Soap/MNW, Lars Tengroth e Jonas Sjöström, decidem então lançar os discos por uma nova etiqueta criada por eles, a Snap Records.
O segundo disco, Aquanautic, foi lançado pela Snap em 1992 e contém outro hit local, a música "Cherryman". A visibilidade aumenta, atraindo a atenção da Inglaterra; o que os faz assinarem, neste país, com uma subsidiária da BMG, a Indolent Records. O primeiro disco a ser lançado no mercado inglês, em 1995, foi Be A Girl (lançado pela Snap, em 1994, na Suécia). Duas músicas deste disco, "Might Be Stars" e "You and Me Song", tornam-se hits instantâneos, com esta última a participar da trilha sonora do filme de Baz Luhrmann, Romeu + Julieta, de 1996.
Lançam mais um álbum, em 1997, pela Indolent Records, Bagsy Me, que atraiu mais críticas favoráveis. Agora a RCA dos Estados Unidos estava interessada em lançar um álbum deles no mercado norte-americano, graças ao executivo Dave Novik. O disco The Wannadies (EUA), contendo músicas de Be A Girl e Bagsy Me, sai em 28 de outubro de 1997 (de acordo com a página da MTV). "Might Be Stars" é a escolhida para ser o primeiro single deles na América.
Após a turnê do disco Bagsy Me e de sua estreia nos EUA, com alguns shows pelo país, a banda decide ficar em Londres. Enquanto isso, os Wannadies estavam começando a se sentir frustrados com a tentativa de se livrar completamente de sua antiga gravadora sueca, bem como com a forma como a RCA queria comercializar a banda. Apesar de prometerem não promover o The Wannadies com base no fato de que vieram da Suécia, a RCA, no entanto, começou a recorrer a essa técnica, que tinha funcionado bem para outra banda sueca, chamada Take That. "Estavam andando em estações de rádio e dizendo: eles são ótimos! E eles são suecos!", lembra Wiksten, "eles simplesmente não nos entenderam". Como resultado disto, a banda ficou paralisada por um ano e a RCA se tornou mais simpática a seus desejos. Em 1998, diz o Allmusic, é lançada a coletânea dos três primeiros álbuns deles, intitulada Skellefteå, e apenas em seu país de origem. O texto mostra que "é uma espécie de compilação confusa. Quatro dos melhores singles ("Smile", "Heaven", "Things That I Would Love to Have Undone" e "So Happy Now") são retirados em favor de músicas dos álbuns e faixas alternativas, sendo que nenhuma música do álbum Bagsy Me fora incluída.
Viajam para Nova Iorque e começam a gravar um álbum com o ex líder do The Cars, Ric Ocasek. O resultado foi Yeah, de 1999, que contém as músicas "No Holiday", "Can’t See Me Now" e "Don't Like You (What the Hell Are We Supposed to Do)". Nos EUA, o álbum é lançado em 1 de janeiro de 2000.
O último disco da banda, Before & After, foi lançado no dia 17 de maio de 2002. Steve English, do Splendid Magazine, comenta que a música "Little By Little", do mesmo álbum, é "altamente viciante".

## Discografia
- The Wannadies (1990) - Soap/MNW Records
- Aquanautic (1992) - Snap Records
- Be A Girl (1994) - Snap Records / Indolent Records
- Bagsy Me (1996) - Snap Records / Indolent Records
- The Wannadies (EUA) (1997) - RCA Records
- Skellefteå (1998) - Soap/MNW Records
- Yeah (1999) - Sony-BMG
- Before & After (2002) - Hot Stuff Records